# Двомовний каламбур
Двомовний каламбур — це каламбур, що складається з фрази або слова яке є співзвучним з словом чи фразою іншою мовою. Таким чином, утворюється жарт, який може існувати в оригіналі одразу у декількох мовах. Двомовний каламбур можна утворити як і словами іншої мови з однаковими значеннями так і з протилежними.

## Опис
Двомовний каламбур складається з слова з однієї мови, яке має схоже чи те саме значення у іншій мові. У більшості випадків ці слова є омонімами чи паронімами. Особливість двомовного каламбуру полягає у тому, щоби зрозуміти жарт людині не потрібно знати дві мови. Таким чином, двомовний каламбур може стати спільним ґрунтом розмови для людей, що розмовляють різними мовами.

## Приклади

### Біблія
Цікаво, що існують навіть біблійні каламбури. У Святому Письмі Мойсей застерігає єгипетського царя, що на нього чекає зло. На івриті слово "ra" (רע), що було вимовлено Мойсеєм означає «зло», втім для єгиптян «RA» — це бог сонця. Отож, застереження Мойсея водночас могло означати, що бог сонця стоїть на заваді, або ж те що зло очікує на царя.